# Löbbosjön
Löbbosjön är en sjö i Gislaveds kommun i Småland och ingår i Nissans huvudavrinningsområde. Sjön är 13,2 meter djup, har en yta på 0,158 kvadratkilometer och befinner sig 172,1 meter över havet.

## Delavrinningsområde
Löbbosjön ingår i det delavrinningsområde (635141-135470) som SMHI kallar för Utloppet av Löbbosjön. Medelhöjden är 189 meter över havet och ytan är 2,16 kvadratkilometer. Det finns inga delavrinningsområden uppströms utan avrinningsområdet är högsta punkten. Vattendraget som avvattnar avrinningsområdet har biflödesordning 4, vilket innebär att vattnet flödar genom totalt 4 vattendrag innan det når havet efter 96 kilometer. Delavrinningsområdet består mestadels av skog (65 procent) och jordbruk (17 procent). Avrinningsområdet har 0,15 kvadratkilometer vattenytor vilket ger det en sjöprocent på 7,1 procent.